# Война за Чёрные Холмы
Война́ за Чёрные Холмы́ (англ. Black Hills War), также известная как Вели́кая война́ си́у (англ. Great Sioux War) — война США против индейцев сиу и шайеннов, проживавших на северо-западе Великих равнин, в 1876—1877 гг. Причиной войны стало желание американского правительства получить в собственность Чёрные Холмы. Закончилась пленением индейцев с последующей переправкой в резервации.

## История
После окончания гражданской войны ускорилась колонизация Запада США. Перемещения поселенцев и прокладывание трансконтинентальной железной дороги вызвали негативную реакцию проживавших там индейцев, вышедших на тропу войны. Война окончилась в 1868 года подписанием договора, по которому дороги поселенцев и форты вдоль них уничтожались.
Оправившись от истощения после войны с Югом, правительство США 6 декабря 1875 года предъявило индейцам ультиматум, по которому те должны были до 1 февраля 1876 г. явиться в специальные агентства, к которым они приписаны (для отправления в резервации). Ультиматум был проигнорирован, тем более что зимние кочевания были для индейцев очень редки. 18 января был выпущен запрет на продажу индейцам оружия и боеприпасов. 8 февраля генералы Терри и Крук получили приказы на подготовку к походу.
Война на всём своём протяжении характеризовалась преследованием войсками США индейских племён, перемещавшихся вместе с женщинами, детьми и скарбом. Вначале американцы нападали на небольшие стойбища, не брезгуя убийством женщин и детей, чем вызвали мобилизацию сторонних племён. В мае на юге Монтаны собралось большое кочевье из представителей различных индейских народностей под предводительством Сидящего Быка. Несколько колонн американских войск пыталось догнать их, что в итоге удалось Кастеру с мобильной частью колонны Терри. Он был разгромлен у Литл-Бигхорна, где погиб вместе с 267-ю подчинёнными. Эти потери в несколько раз превысили потери за всю остальную войну. Сидящий Бык разделил кочевье, отступавшее далее небольшими группами. Осенью 1876 г. в плен попали некоторые известные вожди, далее война проходила менее бурно, так как большинство индейцев покорились требованиям США. Великая война сиу была последним крупным конфликтом между коренными жителями Северной Америки и США.